# عظاءة حاصدة
العظاءة الحاصدة أو العظاءة المنجلية أو التريزينوصور (بالإنجليزية: Therizinosaurus)‏ هي جنس منقرض من العظاءات العملاقة وحشية القدم.
تيريزينوسورس (/ˌθɛrəˌzɪnoʊˈsɔːrəs/ ⓘ؛ وتعني “سحلية الحصاد”) هي جنس من الديناصورات الضخمة جداً التي عاشت في آسيا خلال العصر الطباشيري المتأخر في ما هو الآن تكوين نيميغت حوالي 70 مليون سنة مضت. وهي تحتوي على نوع واحد، تيريزينوسورس شيلونيفورميس. تم العثور على أول بقايا لتيريزينوسورس في عام 1948 من قبل بعثة ميدانية منغولية في صحراء غوبي ووصفها لاحقا إيفجيني مالييف في عام 1954. والجنس معروف فقط من بضع عظام،ترجمة إلى العربية: الجنس معروف فقط من بضع عظام ، بما في ذلك الأظافر اليدوية العملاقة (عظام المخالب) ، التي يحصل عليها اسمه ، وما تم العثور عليه من عناصر أخرى تتألف من الأطراف الأمامية والخلفية التي تم اكتشافها من الستينيات حتى الثمانينيات. ¹¹
2024
0.
0.